# Касаткин, Игорь Львович
И́горь Льво́вич Каса́ткин (13 марта 1921 — 12 декабря 1996) — советский кинооператор научно-популярных и документальных фильмов. Заслуженный деятель искусств РСФСР (1979). В годы Великой Отечественной войны был мотоциклистом отдельной роты связи 211 воздушной бригады. В 1948 году окончил ВГИК, затем работал в киностудии «Моснаучфильм» (ныне «Центрнаучфильм»). Участвовал на съёмках ядерных испытаний на Семипалатинском и Новоземельском полигонах.

## Фильмография

### Кинооператор
- 1952 — Виктор Васнецов
- 1955 — Первая в мире
- 1966 — Время остановить нельзя
- 1967 — Товарищ Абсолют
- 1972 — Орбиты «Интеркосмоса»
- 1976 — Земные маршруты «Союз» - «Аполлон»

### Участвовал в съёмках
- 1961 — Первый рейс к звёздам
- 1961 — Снова к звёздам
- 1963 — Звёздный путь
- 1976 — Наш атомный век

## Награды и звания
- орден Отечественной войны I степени (6.4.1985)
- медаль «За боевые заслуги» (16.1.1943)
- заслуженный деятель искусств РСФСР (1979)